# قنواع
قنواع إحدى بلديات دائرة الزيتونة في ولاية سكيكدة الجزائرية، أُنشئت خلال التقسيم الإداري لسـنة 1984م، يبلغ عدد سكانها حسب آخر إحصاء قرابة 8000 نسمة يتوزعون على مركز البلدية إضافة إلى عدة قرى أهمها: هلالة، أفنسو، جوابة، تبلوط وغيرها.
يقع مركز البلدية على ارتفاع 900 متر فوق سطح البحر، يحد البلدية من الشمال البحر الأبيض المتوسط ومن الشرق بلدية الشرايع ومن الغرب بلدية أولاد عطية ومن الجنوب بلدية الزيتونة. تشتهر بلدية قنواع بمناظرها الخلابة إضافة إلـى غاباتها الكثيفة بأشجار الصنوبر والفلين، حيث أنها تشتهر بإنتاج الخشب والفلين كما تشتهر بينابيعها الصافيـة والكثيرة، حيث تصدر وتستهلك مياهها العذبة في كافة أنحاء ولاية سكيكدة إضافة إلى بعض أنحاء ولاية قسنطينة وعنابة المجاورتين.
اقتصاديا تعتمد على الزراعة خصوصا منتوج الأشجار المثمرة في مقدمتها الكستناء والزيتون
تتميز بشتاء بارد جدا مع ثلوج وصيف معتدل على العموم، كما تزخر بلدية قنواع بشواطئ خلابة لكـن إهمال المسؤولين المتوالين على السلطة وغياب الدعم أبقى هذه المناطق معزولة عن السياح وبدون استغلال لغياب الطرق المعبدة خصوصا.
و رغم هذا انتشرت في السنوات الأخيرة حركة سياحية كبيرة رغم الإمكانيات البسيطة بفضل غاباتها الكثيفة وهوائها المنعش صيفا، وشهرة وديانها والشلالات كشلال قرية أفنسو الذي يلقى اقبالا كبيرا من السياح.
إضافة شواطئها العذراء الهادئة وكذلك مجاورتها لشاطئ تمانارت المشهور وطنيا
تعرف بلدية قنواع تغيرات بالجملة في السنوات الأخيرة ولعل أهم السلبات هي زحف المباني والبساتين على حساب الغابات الكثيفة التي بدأت في الاضمحلال والانحسار وهذا ما بدأ يفقد بريقها المعروف المستمد من خضرتها.